# Jeremiás levele
Jeremiás levele (latin cím: Epistula Jeremiae) feltehetően a Kr. e. 5. században keletkezett héber nyelvű irodalmi mű az ószövetségi apokrifek – katolikus felfogás szerint: deuterokanonikus írások – közül. Görög fordítása a Szeptuagintában a Jeremiás prófétának tulajdonított Siralmak könyve után, latin fordítása a Vulgatában Báruk könyve 6. fejezeteként maradt fenn.
Görög fordítása stílusában felülmúlja a Szeptuagintáét, de nem annyira, hogy eredetinek tekinthessük.
Jeremiás hitelesnek látszó levele (Jeremiás könyve 29. fejezet), a tévesen neki tulajdonított gúnyirat (Jeremiás könyve 10. fejezet 1-16. vers) vezethette a névtelen szerzőt a nagy tekintéllyel rendelkező álnév választására. Az írás jellegét tekintve azonban nem levél, hanem buzdítással párosult tanítás. Az 1-2. vers kivételével nem találhatóak Jeremiás stílusára utaló jelek, így ismeretlen szerző művének tekinthető. Már Szent Jeromos is hamis feliratú, pszeudoepigráf műnek tartotta.
A Holt-tengeri tekercsek közt Kr. e. 1. századi görög fordításának papirusztöredékei kerültek elő.
A rövid mű szatirikus hangnemben a bálványimádástól óvja a babilóni fogságba hurcolt zsidókat, és személyes tapasztalattal tanúskodik a babilóni kultikus szokások (az istenek körmenete, templomi prostitúció stb.) ismeretéről. Mindezek nem Babilón fénykorából, hanem a hellenista korszakból származhattak. Mindezek alapján a keletkezési idő esetleg a Kr. e. 300 k. évekre is tehető.
Mindezek alapján az is feltételezhető, hogy korabeli szír vagy föníciai kultuszok (Hadad, Asztarté) ellen irányult, szír vagy föníciai környezetben élő zsidók számára íródott.

## Külső hivatkozások
- TOB-Jeremiás levele. Bevezetés. In: Traduction Oecuménique de la Bible. Édition Intégrale, 1981. Les Editions du Cerf - Les Bergers et les Mages. Société biblique française. Fordította: dr. Seidl Ambrusné
- Jeremiás levele. Magyar katolikus lexikon
- Bárúk könyve és Jeremiás levele